# Szczepanowice (powiat miechowski)
Szczepanowice – wieś w Polsce położona w województwie małopolskim, w powiecie miechowskim, w gminie Miechów, przy DK7 na trasie Kraków - Warszawa.
W roku 2021 w miejscowości mieszkały 403 osoby, z czego 49,4% mieszkańców stanowiły kobiety, a 50,6% mężczyźni.
Wieś położona w końcu XVI wieku w powiecie ksiąskim województwa krakowskiego była własnością klasztoru bożogrobców w Miechowie. W latach 1975–1998 miejscowość należała administracyjnie do województwa kieleckiego. Integralne części miejscowości: Dziadówki Szczepanowskie, Goleźnia.